# Telstar in het seizoen 1963/64
Het seizoen 1963/1964 was het eerste jaar in het bestaan van de Velsense betaaldvoetbalclub Telstar. De club is aan het eind van vorig seizen gevormd door het fuseren van Stormvogels en VSV. De club kwam uit in de Eerste divisie en eindigde daarin op de tweede plaats, dit hield in dat de club rechtstreeks promoveerde naar de Eredivisie. Tevens deed de club mee aan het toernooi om de KNVB beker, hierin werd in de tweede ronde verloren van N.E.C. (2–5).

## Wedstrijdstatistieken

### Eerste divisie
|       | BVV   | DWS   | Eindhoven | Elinkwijk | Enschedese Boys | Excelsior | Fortuna | RBC   | SHS   | Sittardia | Veendam | Velox | De Volewijckers | VVV   | Willem II |
| ----- | ----- | ----- | --------- | --------- | --------------- | --------- | ------- | ----- | ----- | --------- | ------- | ----- | --------------- | ----- | --------- |
| Thuis | 4 – 1 | 1 – 2 | 1 – 2     | 1 – 0     | 5 – 0           | 2 – 1     | 1 – 0   | 2 – 1 | 0 – 1 | 0 – 0     | 3 – 1   | 3 – 0 | 0 – 1           | 0 – 0 | 3 – 1     |
| Uit   | 0 – 1 | 2 – 1 | 1 – 1     | 2 – 0     | 0 – 2           | 0 – 0     | 0 – 1   | 0 – 0 | 2 – 3 | 2 – 1     | 2 – 3   | 1 – 2 | 0 – 0           | 1 – 1 | 0 – 2     |

### KNVB beker
| 1e ronde                                            | SVV                                                                             | 1 – 2 (0 – 1) | Telstar                               |
| 29 september 1963 Plaats: Schiedam Frankelandsedijk | Rob Speelmeijer 47'                                                             |               | 40' Bert van Wooning 83' Joop Daniëls |
| 2e ronde                                            | N.E.C.                                                                          | 5 – 2 (3 – 0) | Telstar                               |
| 17 november 1963 Plaats: Nijmegen Goffertstadion    | Tini van Reeken 11', 18' Cor Smulders 19' Pauke Meijers 55' Theo van Doorneveld |               | 51' Fred André 80' Bert van Wooning   |

## Statistieken Telstar 1963/1964

### Eindstand Telstar in de Nederlandse Eerste divisie 1963 / 1964
| Stand | Gespeeld | Gewonnen | Gelijk | Verloren | Punten | Doelpunten voor | Doelpunten tegen |
| ----- | -------- | -------- | ------ | -------- | ------ | --------------- | ---------------- |
| 2e    | 30       | 16       | 7      | 7        | 39     | 44              | 24               |

### Topscorers
| #                    | Naam             | Goal |
| -------------------- | ---------------- | ---- |
| 1.                   | Jan Allart       | 11   |
| 2.                   | Ted Immers       | 7    |
| 3.                   | Joop Daniëls     | 5    |
| 4.                   | Fred Dikstaal    | 3    |
| 4.                   | Gerry van Dolder | 3    |
| 4.                   | Ger Farenhorst   | 3    |
| 7.                   | Ko Bakker        | 2    |
| 7.                   | Koos van Weerlee | 2    |
| 7.                   | Bert van Wooning | 2    |
| 10.                  | Fred André       | 1    |
| 10.                  | Cor Brom         | 1    |
| 10.                  | Paul van Egmond  | 1    |
| Onbekende doelpunten |                  |      |
| –                    | Onbekend         | 3    |
| Totaal               | Totaal           | 44   |

| #      | Naam             | Goal |
| ------ | ---------------- | ---- |
| 1.     | Bert van Wooning | 2    |
| 2.     | Fred André       | 1    |
| 2.     | Joop Daniëls     | 1    |
| Totaal | Totaal           | 4    |

## Voetnoten
BVV ·
DHC ·
Elinkwijk ·
Enschedese Boys ·
Eindhoven ·
Excelsior ·
Fortuna ·
RBC ·
SHS ·
Sittardia ·
Telstar ·
Veendam ·
Velox ·
De Volewijckers ·
VVV ·
Willem II